# لوجیت

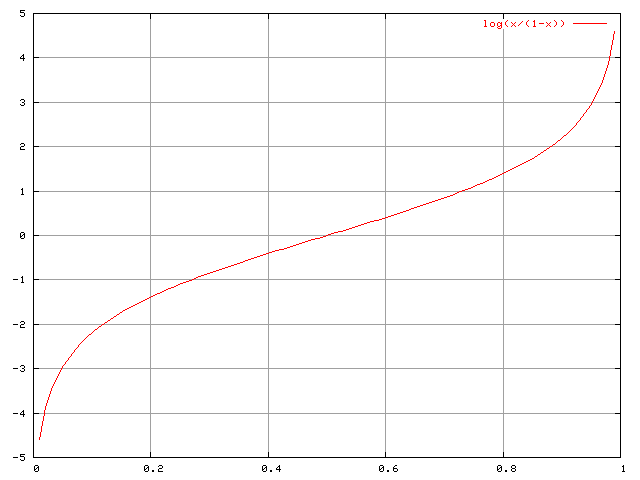
نمودار لوجیت در دامنه [0,1

در ریاضیات و آمار، تابع لوجیت (به انگلیسی: logit) عددی حقیقی p بین صفر و یک به صورت
{\displaystyle \operatorname {logit} (p)=\log \left({\frac {p}{1-p}}\right)=\log \left(p\right)-\log \left(1-p\right).}
است. این تابع در مدل رگرسیون لوجستیک استفاده می‌شود.
تابع لوجیت برای منظورهای متفاوتی توسط آماردان‌ها استفاده می‌شود. معمولاً این تابع در مدل لوجیت که در ساده‌ترین حالت به صورت
{\displaystyle \operatorname {logit} (p_{i})=a+bx_{i}}
است، استفاده می‌شود که در آن {\displaystyle x_{i}} متغیری است که وقوع یا عدم وقوع در {\displaystyle i}-امین اتفاق و {\displaystyle p_{i}} احتمال وقوع را نشان می‌دهد.

## تاریخچه
تلاش‌های متعددی برای انطباق روش‌های رگرسیون خطی برای مدل‌سازی احتمالات با دامنه‌ای {\displaystyle [0,\,1]} صورت گرفته‌است. بسیاری از این روش‌ها ابتدا دامنه {\displaystyle [0,\,1]} را به دامنه تمامی اعداد حقیقی یعنی {\displaystyle (-\infty ,\,+\infty )} نگاشته می‌کنند و بعد از روش رگرسیون خطی بر روی مقادیر جدید استفاده می‌کنند. در سال ۱۹۳۴، چستر ایتنر بلیس از تابع تجمعی توزیع طبیعی برای انجام این نگاشت استفاده کرد و نامش را «probit»، (مخفف probability unit) گذاشت. محاسبه‌ی این نگاشت ناکارا و زمان‌بر بود. در سال ۱۹۴۴، جوزف برکسون از لگاریتم شانس استفاده کرد و این تابع را logit (مخفف «logistic unit») نامید. چارلز ساندرز پیرس در پژوهش‌های خود از این تابع به فراوانی استفاده کرد. جی.ای. برنارد در سال ۱۹۴۹ اصطلاح «log-odds» را ایجاد کرد که بعدها بسیار متداول شد. log-odds یک رویداد logit احتمال رویداد است.

## کاربردها
از کاربردهای این مدل می‌توان به بررسی احتمال انتخاب یک گزینه در میان مجموع گزینه‌ها پرداخت که می‌تواند در مهندسی حمل و نقل و ترافیک برای بررسی مطلوبیت نوع خاصی از شیوه سفر در میان سایر شیوه‌ها مورد استفاده واقع شود.
تابع لوجیت در طراحی آزمایش به عنوان یک تابع تبدیل به کار می‌رود. از جمله کاربردهای تابع لوجیت، مدلسازی خروجی‌های کران دار مانند راندمان (۰ تا ۱۰۰٪) است که بدون اعمال تابع لوجیت پیش‌بینی‌های خارج از محدوده (مثلاً ۱۲۰٪) تولید می‌کنند.